# State of Georgia
State of Georgia é uma série da televisão americana original da ABC Family. A série estreou na ABC Family em 29 de Junho de 2011, após o começo do verão e a maratona da série de comédia, Melissa & Joey. O episódio de estreia teve audiência de 1,32 milhões de telespectadores. O sitcom é estrelado por Raven-Symoné, Majandra Delfino e Loretta Devine. A série também é o primeiro sitcom de Raven-Symoné em quatro anos desde seu papel principal em That's So Raven na Disney Channel. Em 16 de setembro de 2011 o sitcom foi oficialmente cancelado.
O canal pago brasileiro Sony Spin adquiriu os direitos da série e começou a exibir a partir de 6 de março de 2012.

## Produção
Após Raven-Symoné protagonizar o filme Revenge of the Bridesmaids (filme original da ABC Family) já estava cotada para protagonizar a série. Raven gravou o piloto e ficou com o papel da protagonista Georgia. O nome da série foi alterado, de "The Great State of Georgia" foi reduzido para "State of Georgia".
O sitcom ganhou 10 episódios para a Primeira temporada, sendo que o Piloto foi gravado em 31 de Janeiro de 2011 e lançado em 29 de Junho de 2011, com a audiência de 1.332.000 Telespectadores. No episódio Flavor of the Week à audiência caiu de 38% sendo 807.000 Telespectadores. No episódio The Mole a audiência subiu 17% sendo 790.000 Telespectadores. Georgia em 24 de Julho de 2011 ganhou mais dois novos episódios. 17 de Agosto de 2011 foi à exibição dos dois últimos episódios da 1ª temporada. Em 16 de Setembro de 2011, a emissora ABC Family divulgou oficialmente o cancelamento da série.

## Sinopse
O projeto da ABC Studios está centrado em Georgia (Raven-Symoné), uma aspirante a atriz com um ego enorme, muda-se para Nova Iorque com sua melhor amiga (Majandra Delfino). Junto com sua melhor amiga Jo, Georgia vai se aventurar em grandes aventuras e confusões sobre Romances, Trabalhos e realizar o sonho da Georgia, ser uma grande Atriz. O roteiro foi escrito pelo autor Jennifer Weiner e por Jeff Greenstein.

## Elenco

### Personagens principais
- Raven-Symoné como Georgia Chamberlain, Georgia é ousada, confiante e veio do Sul, é recém-chegada em Nova York. Enquanto ela persegue o seu sonho de se tornar uma atriz famosa, Georgia trabalha em vários empregos por tempo parcial para sobreviver. Sua acompanhante nesta aventura é Jo, sua melhor amiga de casa.
- Majandra Delfino como Jo Pye,Jo é a melhor amiga de Georgia e sua companheira de quarto, que vive para a ciência – e não têm ideia de como ela realmente é linda. Seus cabelos e roupas são uma bagunça, Jo trabalha na mesma loja que Georgia, enquanto tenta entrar na área de Física na “Columbia University”.
- Loretta Devine como a Aunt Honey a tia de Georgia. Tia Honey se torna responsável por Georgia e Jo, quando se mudaram para Nova York. Ela é animada – embora seja um pouco extravagante – e está disposta a ajudar com alguns favores feitos quando for a hora certa.

### Personagens recorrentes
- Kevin Covais como Lewis, ele é um dos integrantes do grupo de Jo de Física. Ele não aceita que Jo é o líder do grupo porque ela é uma mulher. É o nerd típico que acho que ele é legal e está sempre tentando ser o líder.
- Hasan Minhaj como Seth, uns dos integrantes do grupo de Física. Ele é sempre o alvo de piadas Leo, e também acho que Jo é muito atraente.
- Jason Rogel como Leo, é estudante de física do grupo que Jo lidera, ele sempre está fazendo piadas sexy e ousadas sobre Seth.

## Episódios
State of Georgia conta apenas com uma temporada de 12 episódios.
|  | 1 | 12 | 29 de junho de 2011 | 17 de agosto de 2011 | agosto de 2011 | — |

State of Georgia conta apenas com uma temporada de 12 episódios.
| Nº | Título                                               | Diretor(es)            | Escritor(es)                        | Exibição original                       | Audiência (em milhões) |
| --- | ---------------------------------------------------- | ---------------------- | ----------------------------------- | --------------------------------------- | ---------------------- |
| 1 | "Piloto" Pilot"                                      | Ted Wass               | Jeff Greenstein & Jennifer Weiner   | 29 de Junho de 2011 06 de março de 2012 | 1.32                   |
| Na estreia da série de comédia, Georgia se muda do Sul para Nova York junto com sua amiga Jo para tentar se tornar uma pessoa famosa, então alugam o apartamento de sua tia, a tia Honey e trabalham em uma perfumaria. Elas vão para um audição, quando chegam lá, são surpreendidas com os comentários de Trent Pierce que diz que Georgia é muito gorda para o papel de Lola. Então ela tenta seduzi-lo para mostrar que ela é sexy o bastante para ganhar o papel, enquanto Jo tenta despistar Natalia, namorada do diretor. Participações Especiais: "Armir Arison" como "Tret Pierce", "John Ross Brows" como "Professor" e "Jessica Lavige" como "Natalia". |                                                      |                        |                                     |                                         |                        |
| 2 | "Sabor da Semana" Flavor of the Week"                | Leonard R. Garner, Jr. | Hayes Jackson                       | 06 de Julho de 2011 13 de março de 2012 | 1.87                   |
| Georgia e Jo descobrem uma sorveteria com sorvetes descevidos por elas, enviados do céu. Georgia tem uma queda por Brad, o que as serve, mas Jo implora a Georgia para que ela não saia com ele com medo de perder a sorveteria. Jo fala dos namorados passados de Georgia e então Georgia fala que ela não vai namorá-lo. Mas ela acaba namorando Brad, apesar de sua promessa feita para Jo, e quando Brad começa dar soquinhos toda hora, Georgia quer terminar. Ela finge gostar de Brad para que Jo tenha o tempo suficiente de recriar a receita de sorvete com seus alunos da faculdade. Participações Especial: "Justin Bruening" como "Brad". |                                                      |                        |                                     |                                         |                        |
| 3 | "Melhores Amigos Para Nunca" Best Friends For Never" | Jeff Melman            | Regina Y. Hicks                     | 13 de Julho de 2011 20 de março de 2012 | 1.67                   |
| Apesar de Georgia e Jo têm sido melhores amigas desde que eram jovens, as suas próprias aspirações e seus sonhos para sua nova vida em Nova York parece estar tomando caminhos separados. Assim, Georgia tenta “salvar” sua amizade tentando fazer sua tia Honey manter contato com uma amiga dos velhos tempos, Patrice. Mas acaba fazendo com que as duas fiquem mais distantes. Esse vai ser o fim da dupla dinâmica? Participação Especiais: "Jenifer Lewis" como "Patrice" e "Brian Palermo" como "Brandy". |                                                      |                        |                                     |                                         |                        |
| 4 | "A Verruga" The Mole"                                | Steve Zuckerman        | Frank Pines                         | 20 de Julho de 2011 2013                | 1.79                   |
| O novo namorado de Georgia, Brian, é perfeito em todos os sentidos – quase perfeito. Georgia pede a Jo que para encontrar Brian no Facebook, achando que o site de redes sociais mostre pelo menos um de seus defeitos. Como não encontram nada, Georgia começa a se perguntar se ela finalmente achou o homem dos seus sonhos. Enquanto isso, tia Honey acha que o aluno de matemática de Jo, Mikey, está loucamente apaixonado por ela. Quando os dois se encontram no sábado a noite, Jo está convencida de que tia Honey está certa. Embora a noite não estivesse planejada, Jo percebe que as habilidades de Mickey no computador pode ser útil para investigar Brian. Esquecendo do ‘encontro’, Jo e Mickey se unem para descobrir a verdadeira identidade do misterioso namorado da Georgia. Participações Especiais: "Steling Sueliman" como "Brian" e "Henry Monfries" como "Mikey" |                                                      |                        |                                     |                                         |                        |
| 5 | "Sabemos Quando Drobá-los" Know When To Fold 'Em"    | Leonard R. Garner, Jr. | Kirk J. Rudell                      | 27 de Julho de 2011 2013                | 1.22                   |
| Georgia tem um teste para um comercial de colchões, mas ela tem que decidir entre perder seu emprego na perfumaria ou realizar seu sonho. Jo se apaixona por um rapaz em seu trabalho, Doug, mas ele não tem o seu nível de inteligência. Ao mesmo tempo, as meninas tentam fazer tia Honey parar de usar peles. Participações Especiais: "Nathan Parsons" como "Doug" e "Peter Mackenzie" como "Paul" |                                                      |                        |                                     |                                         |                        |
| 6 | "Minha Tia, Meus Problemas" Mo' Honey, Mo' Problems" | Ted Wass               | Benjamin Oren & Melissa Sadoff Oren | 3 de Agosto de 2011 2013                | 0.93                   |
| Tia Honey irá se mudar para o apartamento de Jo e Georgia, Mas Georgia e Jo descobrem que Honey só tem na sua conta bancária 42 centavos. Assim Jo e Georgia tentam ajudar sua tia, de vários modos e economizando numa festa dada por Tia Honney. Participações Especiais: "Phil Lamarr" como "Jules" e "Kristina Hayes" como "Pam" |                                                      |                        |                                     |                                         |                        |
| 7 | "Há Um Lugar Para Nós" There's a Place For Us"       | Leonard R. Garner, Jr. | Jennifer Weiner                     | 3 de Agosto de 2011 2013                | 0.87                   |
| Georgia e Jo se esforçam bastante para entrar em uma boate popular. Enquanto isso, Jo está descontente com o grupo de estudo que ela tem dado na escola. |                                                      |                        |                                     |                                         |                        |
| 8 | "R-E-S-P-E-I-T-O" R-E-S-P-E-C-T"                     | Ted Wass               | Tricia Victoria Jackson             | 3 de Agosto de 2011 2013                | 0.67                   |
| Georgia tenta chamar a atenção dos meios de comunicação quando vão à um show de talentos, mas tia Honey tenta colocá-la para baixo. Enquanto isso, Jo finalmente arruma um novo visual para seus cabelos, mas seu mundo vira de cabeça para baixo! |                                                      |                        |                                     |                                         |                        |
| 9 | "Pé Na Porta" Foot In The Door"                      | Ted Wass               | Greg Schaffer                       | 3 de Agosto de 2011 2013                | 0.55                   |
| Georgia tem uma grande oportunidade na TV graças a tia Honey. Mas quando Georgia está no set esperando o papel, ela fica em segundo plano. Fazendo o melhor da situação, ela mostra aos outros o que faz uma atriz de verdade. |                                                      |                        |                                     |                                         |                        |
| 10 | "Os Frangos Populares" The Popular Chiks"            | Ted Wass               | Annabel Oakes                       | 10 de Agosto de 2011 2013               | 0.78                   |
| Á Amiga de Georgia vem a cidade para ver com ela está. Georgia é forçada a mentir que o Jason Derülo é seu melhor amigo e vai ao show do cantor. A Pedido de Jo, Jason vem tentar salvar Georgia da mentira que ela afundou. Participações Especiais: Jason Derülo como Jason Derülo e Brittany Shaw como Kelly Webster |                                                      |                        |                                     |                                         |                        |
| 11 | "Não é Fácil Ser Verde" It's Not Easy Being Green"   | Desconhecido           | Desconhecido                        | 17 de Agosto de 2011 2013               | 0.59                   |
| Georgia e Jo fingem viver um estilo de vida orgânica quando vão em um encontro duplo com agricultores. |                                                      |                        |                                     |                                         |                        |
| 12 | "Trancadas, Para Fora" Locked Up, A Broad"           | Desconhecido           | Desconhecido                        | 17 de Agosto de 2011 2013               | 0.74                   |
| Georgia e Jo fazem um dilema quando Georgia tenta avisar tia Honey para não tocar no vestido. |                                                      |                        |                                     |                                         |                        |

## Críticas
O Philadelphia Daily News disse que o sitcom era engraçado, mas que não se comparava às séries The Big Bang Theory ou Melissa & Joey. Também o Pittsburgh Post-Gazette disse que o dialogo era muito interessante mas os cenários e os personagens não. O The New York Times disse que a série é "modesta e ao mesmo tempo moderna e interessante".[carece de fontes?]

## Prêmios e indicações
| Ano  | Premiação          | Categoria                                                    | Resultado |
| ---- | ------------------ | ------------------------------------------------------------ | --------- |
| 2011 | Teen Choice Awards | Categorias de Verão: Estrela de Televisão (por Raven Symoné) | Indicado  |

## Exibições internacionais
| País           | Canal          | Estreia              |
| -------------- | -------------- | -------------------- |
| Estados Unidos | ABC Family     | 29 de Junho de 2011. |
| Países Baixos  | Disney Channel | Outono de 2011.      |
| Bélgica        | Disney Channel | Outono de 2011.      |
| Brasil         | Sony Spin      | 6 de Março de 2012   |